# Alice Pagani
Alice Pagani (Ascoli Piceno, 19 febbraio 1998) è un'attrice, modella e scrittrice italiana. È nota, in particolare, per aver interpretato il ruolo di Ludovica Storti nella serie televisiva Baby.

## Biografia
Nata ad Ascoli Piceno, a soli 13 anni muove i primi passi nel mondo della moda posando per alcuni fotografi di San Benedetto del Tronto, Roma e Milano. Aspirante artista, si iscrive al liceo artistico Osvaldo Licini di Ascoli Piceno. Si trasferisce a Roma all’età di 17 anni. Lontana dai familiari, si avvicina al mondo del cinema, frequentando diversi corsi di recitazione.
Nel 2019 vince il Ciak d'oro come rivelazione dell’anno per aver interpretato Stella nei film Loro 1 e Loro 2 scelta dal regista premio Oscar Paolo Sorrentino. 
Nel 2021 vince il premio Guglielmo Biraghi - Nastro D’Argento per aver interpretato Mirta, protagonista di Non mi uccidere di Andrea De Sica, prodotto da Warner Bros. Pictures e basato sull'omonimo romanzo dalla scrittrice Chiara Palazzolo. Nel maggio del 2021 esordisce come scrittrice pubblicando il suo primo romanzo, Ophelia, per Mondadori Electa.
Nel 2022 viene premiata da Sharon Stone nella categoria "Cinema" vincendo il Bulgari Bzero1 Award.

## Filmografia

### Attrice

#### Cinema
- The Story of Your Life, regia di Jesse Cilio (2008)
- Il permesso - 48 ore fuori, regia di Claudio Amendola (2017)
- Classe Z, regia di Guido Chiesa (2017)
- Loro, regia di Paolo Sorrentino (2018)
- Ricordi?, regia di Valerio Mieli (2018)
- La rosa velenosa (The Poison Rose), regia di George Gallo, Francesco Cinquemani e Luca Giliberto (2019) – non accreditata
- Non mi uccidere, regia di Andrea De Sica (2021)

#### Televisione
- Baby – serie TV, 18 episodi (2018-2020)

#### Cortometraggi
- Siamo la fine del mondo, regia di Guglielmo Poggi (2017)
- All Star - Ritorno al cinema, regia di Vincenzo Alfieri (2021)

#### Videoclip musicali
- Fidati ancora di me di Alessandra Amoroso, regia di Mauro Russo (2017)
- Borderline di Lowlow, regia di Trilathera (2017)
- Sinnò me moro di Noyz Narcos, regia di Francesco Lettieri (2018)
- Non mi uccidere di Chadia Rodríguez, regia di Andrea De Sica (2021)
- Siamo qui di Vasco Rossi, regia di Pepsy Romanoff (2021)

### Doppiatrice

#### Cinema
- I Croods 2 - Una nuova era (The Croods: A New Age), regia di Joel Crawford – Hip Crood

## Libri
Romanzi
- Ophelia, Mondadori Electa, 2021, ISBN 978-8891827876